# Piotr Justicki
Piotr Iwanowicz Justicki, ros. Петр Иванович Юстицкий (ur. 11 lipca?/23 lipca 1874 w Archangielsku, zm. ?) – rosyjski wojskowy, działacz emigracyjny, mason.
Ukończył korpus kadetów w Orenburgu. Studiował matematykę, a następnie filozofię na uniwersytecie w Moskwie, ale nie zakończył nauki. Wstąpił do armii rosyjskiej. W latach 1905–1907 uczestniczył w wojnie rosyjsko-japońskiej. Dowodził krążownikiem. Brał udział w I wojnie światowej w szeregach Pułku Syberyjskiego. W 1918 r. wstąpił do nowo formowanych wojsk Białych gen. Antona I. Denikina. W 1920 r. wraz z pozostałymi wojskowymi został ewakuowany z Krymu do Gallipoli. Przybył do Polski, gdzie wszedł w skład warszawskiego Rosyjskiego Komitetu Politycznego pod kierownictwem Borisa W. Sawinkowa. Osadzono go jednak w obozie dla internowanych. Po wypuszczeniu na wolność został członkiem orkiestry dętej. Następnie wyjechał do Francji, gdzie zamieszkał w Boulogne-Billancourt. Pracował jako taksówkarz. W latach 30. był członkiem lóż masońskich Północna Gwiazda i Północni Bracia.